# Flughafen Polonia (Medan)

i8
i11
i13

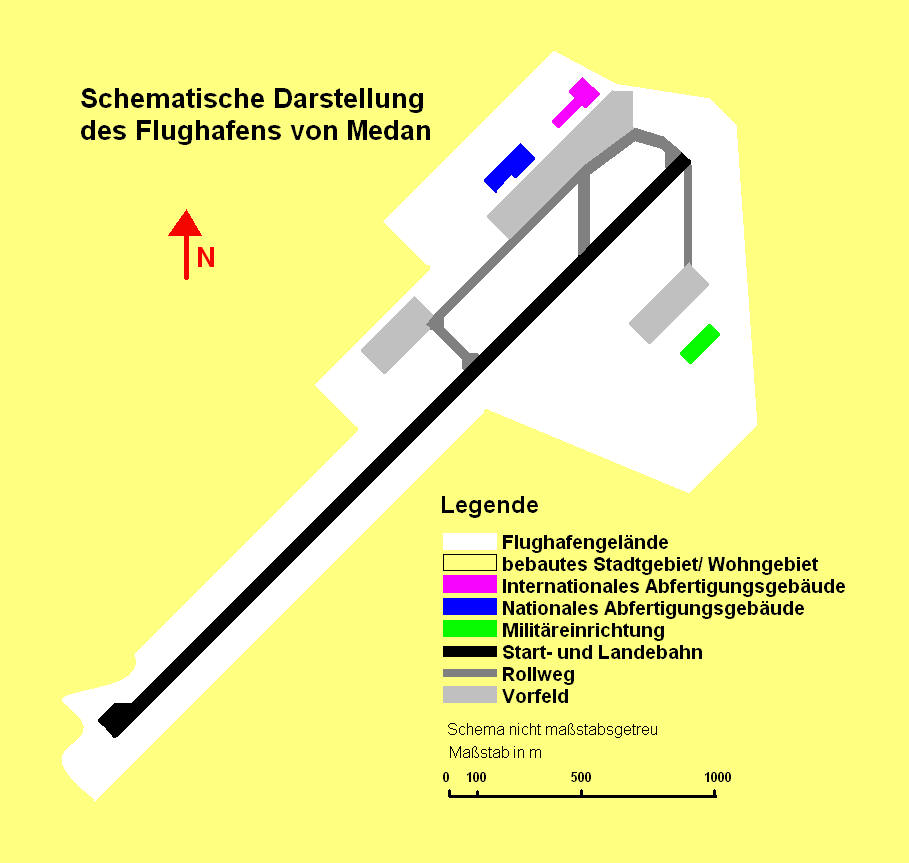
Übersichtskarte des Flughafengeländes

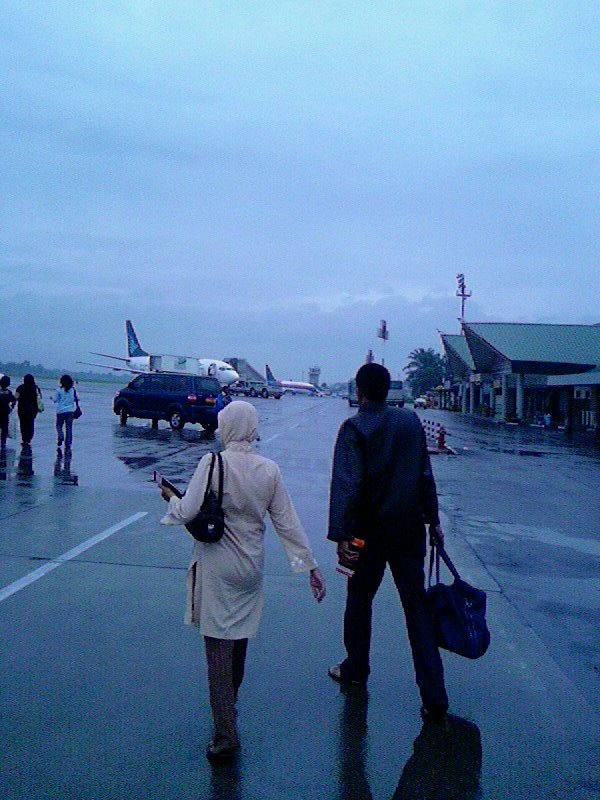
Vorfeld des Flughafens Medan

Der Flughafen Polonia (indonesisch Bandara Internasional Polonia, IATA: MES, ICAO: WIMK) ist ein Flughafen in Medan, der Hauptstadt der indonesischen Provinz Sumatra Utara. Er wurde noch während der holländischen Kolonialzeit eröffnet und befindet sich heute direkt im Stadtzentrum Medans. Bis zur Eröffnung des neuen Flughafens Kuala Namu am 25. Juli 2013 bediente er ein dichtes Inlandsstreckennetz mit Verbindungen zu allen großen indonesischen Städten sowie mehrere internationale Routen.
Der Flughafen Polonia gehört heute der indonesischen Luftwaffe und wurde umbenannt in Luftwaffenbasis Soewondo. Hier ist künftig der Western Surveillance Wing mit acht taktischen CN-235 Überwachungsflugzeugen stationiert.

## Geschichte
Der Flughafenname ’’Polonia’’ entstammt dem indonesischen Wort für Polen (Polandia). Polandia war eine Tabakplantage, die wie viele andere Plantagen auch nach dem Herkunftsland des Besitzers, in diesem Fall des Polen Ludwig Michalski, benannt war. Da sich das heutige Flughafenareal auf dem Gebiet dieser ehemaligen Plantage befindet, behielt man den Namen Polonia bei. Michalski erhielt 1872 als einer der ersten Weißen in Medan die Plantagenkonzession von der holländischen Kolonialverwaltung. Im Jahr 1879 wurde die Konzession für das Land von der holländischen Deli Matschappij (Deli MIJ) bzw. NV Deli Maskapai übernommen. Jahre später landete der holländische Luftfahrtpionier van der Hoop mit seiner Fokker als erster auf einer einfachen Grasfläche nahe Medan. Diese Landung war nur eine Zwischenstation auf seiner Reise nach Batavia, dem heutigen Jakarta. 1924 kam er mit zwei anderen Europäern zurück, um mit dem Sultan von Medan einen Vertrag zum Bau eines Flugfeldes in Medan abzuschließen. 1928 wurde der kleine Flugplatz Polonia mit einer kurzen Graspiste eröffnet und von der KNILM, einer Tochter der KLM, betrieben. Um den häufig landenden Flugzeugen eine komfortablere Landung zu bieten, wurde 1936 eine erste 600 m lange Asphaltbahn in Betrieb genommen.
Mit der Zeit wurde das Stadtgebiet Medans immer größer und umschloss schon in den 1970er Jahren das Flughafenareal vollständig. Da es wegen der direkt angrenzenden Wohngebiete bei Flugzeugabstürzen schon mehrfach zu Todesopfern am Boden kam, begann man bereits Anfang der 1990er Jahre mit den Planungen für einen neuen Flughafen. Ein anderer Grund für einen Flughafenneubau im Zusammenhang mit der Lage im Stadtzentrum ist der Umstand, dass der Flughafen keine weiteren Ausbaumöglichkeiten mehr bietet.
Am 1. Januar 1994 wurden die staatlichen Abfertigungseinrichtungen, wie an vielen indonesischen Flughäfen, an die Betreibergesellschaft PT Angkasa Pura II (Persero) veräußert.
2006 brach ein Brand im Bereich der Gepäckausgabe des internationalen Abfertigungsgebäudes aus und zerstörte das Gebäude teilweise, weswegen die ohnehin schon überfüllte Halle auf einer nun noch kleineren Fläche genutzt werden konnte.

## Flughafengelände und Abfertigungsgebäude
Das Flughafengelände ist etwa 144 ha groß und erstreckt sich in Nordost-Südwest-Richtung. Ein Rollweg existiert nur auf einer Länge von etwa 500 m, nördlich der Start- und Landebahn. Die Abfertigungsgebäude befinden sich am nördlichen Rand des Flughafengeländes. Ihnen vorgelagert befindet sich das Vorfeld, welches Flugzeugparkpositionen für maximal zehn Flugzeuge einer Größe des Airbus A320 bietet. Auf drei Parkpositionen können Flugzeuge bis zur Größe einer Boeing 747 parken.
Weiter südlich und auf der gegenüberliegenden Seite der Piste befinden sich jeweils Vorfelder und Einrichtungen des indonesischen Militärs.
Der Flughafenzaun ist stellenweise nur 80 m von der Start- und Landebahn entfernt.
Die Abfertigungsgebäude waren zusammen nur für etwa eine Mio. Passagiere pro Jahr ausgelegt, mussten aber schon seit Anfang des Aufschwungs in der indonesischen Luftfahrt die Abfertigung von mehr als vier Mio. Passagieren pro Jahr bewältigen. Die Passagiere gelangten zu Fuß über das Vorfeld zum Flugzeug bzw. vom Flugzeug ins Gebäude.

## Zwischenfälle
In der Vergangenheit ereigneten sich mehrere Flugunfälle, die sowohl in den Flugzeugen als auch am Boden zu insgesamt mehr als 400 Todesopfern führten. Hier eine kurze chronologische Zusammenfassung:
- 1979 stürzte eine Fokker F28-1000 der staatlichen Garuda Indonesia ab. 61 Menschen verloren ihr Leben.

- 1987 stürzte eine Douglas DC-9-32 der Garuda ab, nachdem sie einen Hochspannungsmast gestreift hatte. 23 Passagiere starben (siehe auch Garuda-Indonesia-Flug 035).

- Am 18. Juni 1988 fiel kurz vor der Landung einer Vickers Viscount 828 der indonesischen Merpati Nusantara Airlines (PK-MVG) am Flughafen Medan-Polonia die Hydraulik aus. Das kaum noch steuerbare Flugzeug rollte rechts von der Landebahn herunter und wurde schwer beschädigt. Alle 48 Insassen überlebten den Unfall. Nach einem Überführungsflug nach Jakarta-Cengkareng wurde ein wirtschaftlicher Totalschaden festgestellt.[3]

- 1997 kollidierte ein Airbus A300B4-200 der staatlichen Garuda Indonesia beim Anflug mit einem Berg; 234 Menschen wurden getötet. Grund für den Absturz waren falsche Anweisungen der Flugsicherung (siehe auch Garuda-Indonesia-Flug 152).

- 2005 stürzte eine Boeing 737-200 der Mandala Airlines kurz nach dem Start in ein Wohngebiet nahe dem Flughafen ab; dies kostete 149 Menschen das Leben. Ersten Gerüchten zufolge verursacht durch eine Überladung des Flugzeuges mit 2 bis 3 Tonnen Durian-Früchten, die der ehemalige Gouverneur von Sumatra als Geschenk nach Jakarta transportieren ließ, und die nicht auf der Frachtliste des Flugzeuges notiert waren. Die Unfalluntersuchung ergab jedoch, dass die Piloten es versäumt hatten, die Auftriebshilfen für den Start zu setzen. Das Konfigurationswarnsystem der Maschine, das die Piloten davor hätte warnen sollen, war zu diesem Zeitpunkt defekt. Checklisten, die zusätzlich auf den Fehler aufmerksam gemacht hätten, wurden dem Stimmenrekorder zufolge von der Crew während des gesamten Flug- und Abfertigungszeitraumes nicht gelesen (siehe auch Hauptartikel Mandala-Airlines-Flug 91).

- Am 30. Juni 2015 stürzte eine rund 50 Jahre alte Lockheed C-130B Hercules der indonesischen Luftstreitkräfte (A-1310) in Medan auf der indonesischen Insel Sumatra nach dem Abheben 4,7 Kilometer südwestlich des Startflughafens Polonia in ein Wohngebiet. Die Piloten hatten Probleme gemeldet und eine Umkehr angekündigt. Alle 122 Insassen wurden getötet, 12 Besatzungsmitglieder und 110 Passagiere. Auch wurden zahlreiche Häuser zerstört und dort weitere 17 Menschen getötet. Mit insgesamt 139 Toten war dies der drittschwerste Unfall einer Hercules, gemessen an der Anzahl der Todesopfer (siehe auch Flugzeugabsturz in Medan 2015).[4]

## Verkehrszahlen
| Flughafen Medan – Verkehrszahlen |                    |                    |                           |                           |                |                |
| Jahr                             | Passagieraufkommen | Passagieraufkommen | Frachtaufkommen in Tonnen | Frachtaufkommen in Tonnen | Flugbewegungen | Flugbewegungen |
| 1999                             | 1.001.194          |                    | 20.456                    |                           | 17.925         |                |
| 2000                             | 1.158.382          | +15,7 %            | 18.881                    | −7,7 %                    | 20.632         | +15,1 %        |
| 2001                             | 1.510.489          | +30,4 %            | 21.809                    | +15,5 %                   | 23.300         | +12,9 %        |
| 2002                             | 2.090.518          | +38,4 %            | 23.969                    | +9,9 %                    | 29.894         | +28,4 %        |
| 2003                             | 2.736.332          | +30,9 %            | 24.067                    | +0,41 %                   | 36.359         | +21,6 %        |
| 2004                             | 3.693.290          | +35,0 %            | 29.320                    | +21,8 %                   | 43.865         | +20,6 %        |
| 2005                             | 4.033.073          | +9,2 %             | 32.125                    | +12,0 %                   | 55.218         | +27,1 %        |
| 2006                             | 4.597.268          | +14,7 %            | 32.780                    | +1,4 %                    | 50.512         | −3,2 %         |